# Koninklijke Nederlandse Munt

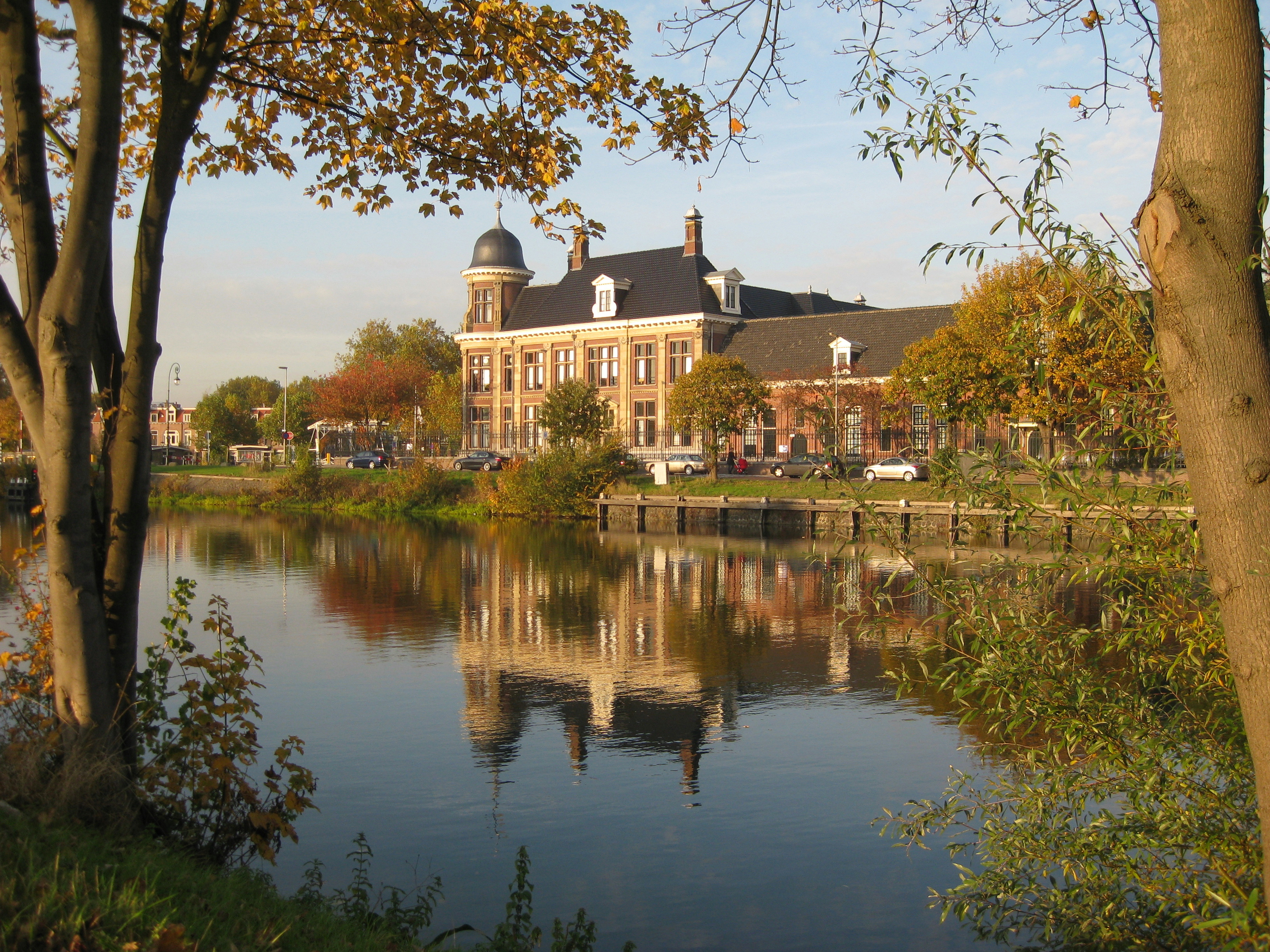
Het voormalige pand van de Koninklijke Nederlandse Munt aan het Merwedekanaal.

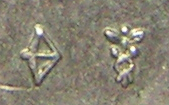
Het rechter teken is sinds 1815 het muntteken van de Munt te Utrecht. Sinds 1830 (met een onderbreking in 1941-1945 en met uitzondering van 2020) staat dit teken op alle Nederlandse munten.

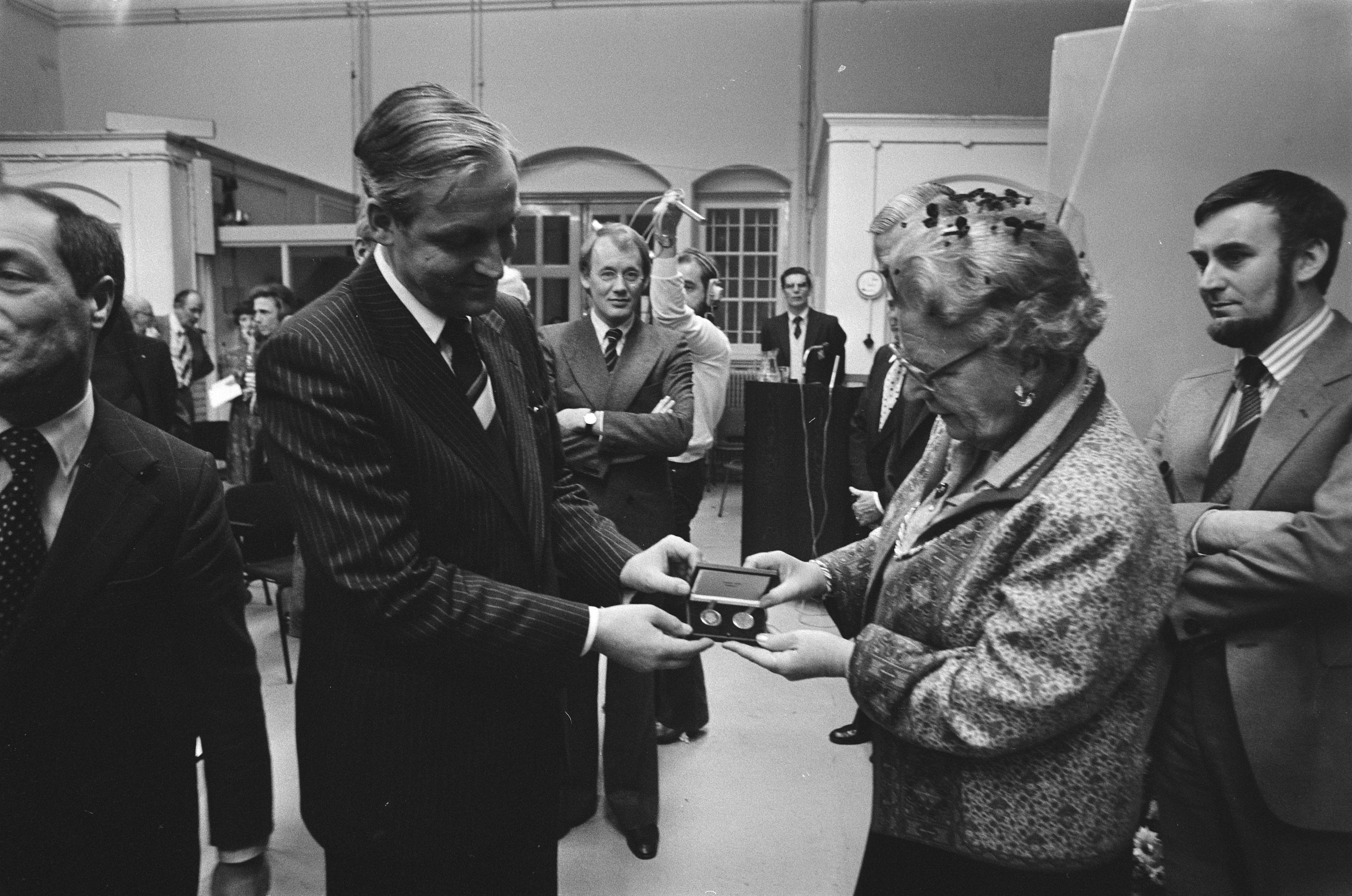
Staatssecretaris van Financiën Ad Nooteboom en koningin Juliana tijdens een bezoek aan de Koninklijke Nederlandse Munt op 17 november 1978.

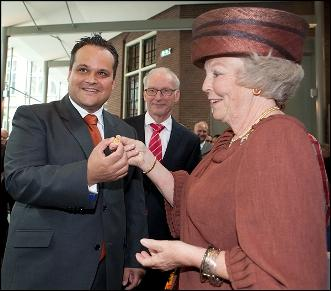
Minister van Financiën Jan Kees de Jager en koningin Beatrix tijdens de presentatie van het Muntgebouw Vijfje op 22 juni 2011.

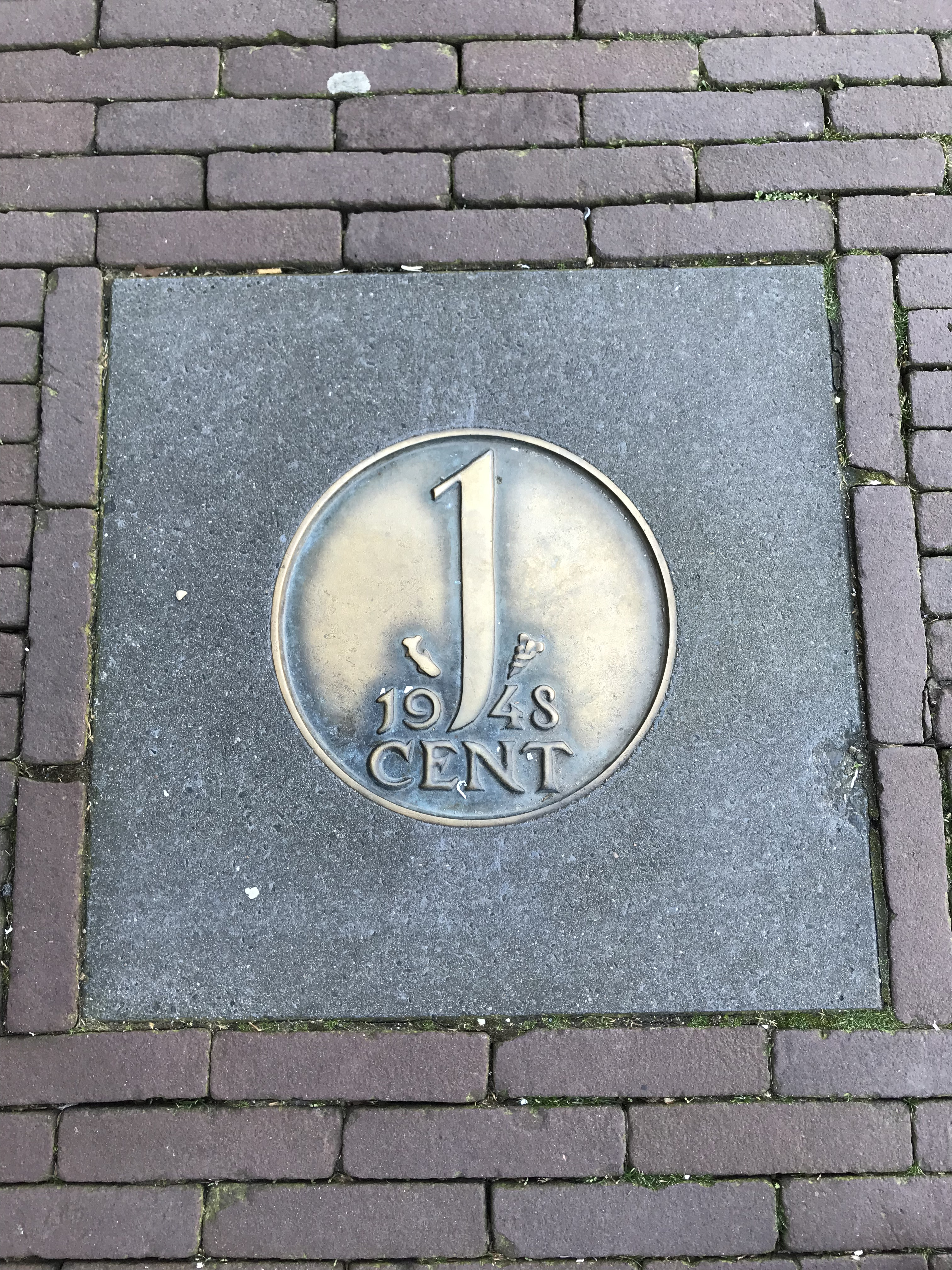
Tegel bij het voormalige pand van de Koninklijke Nederlandse Munt aan de Leidseweg in Utrecht.

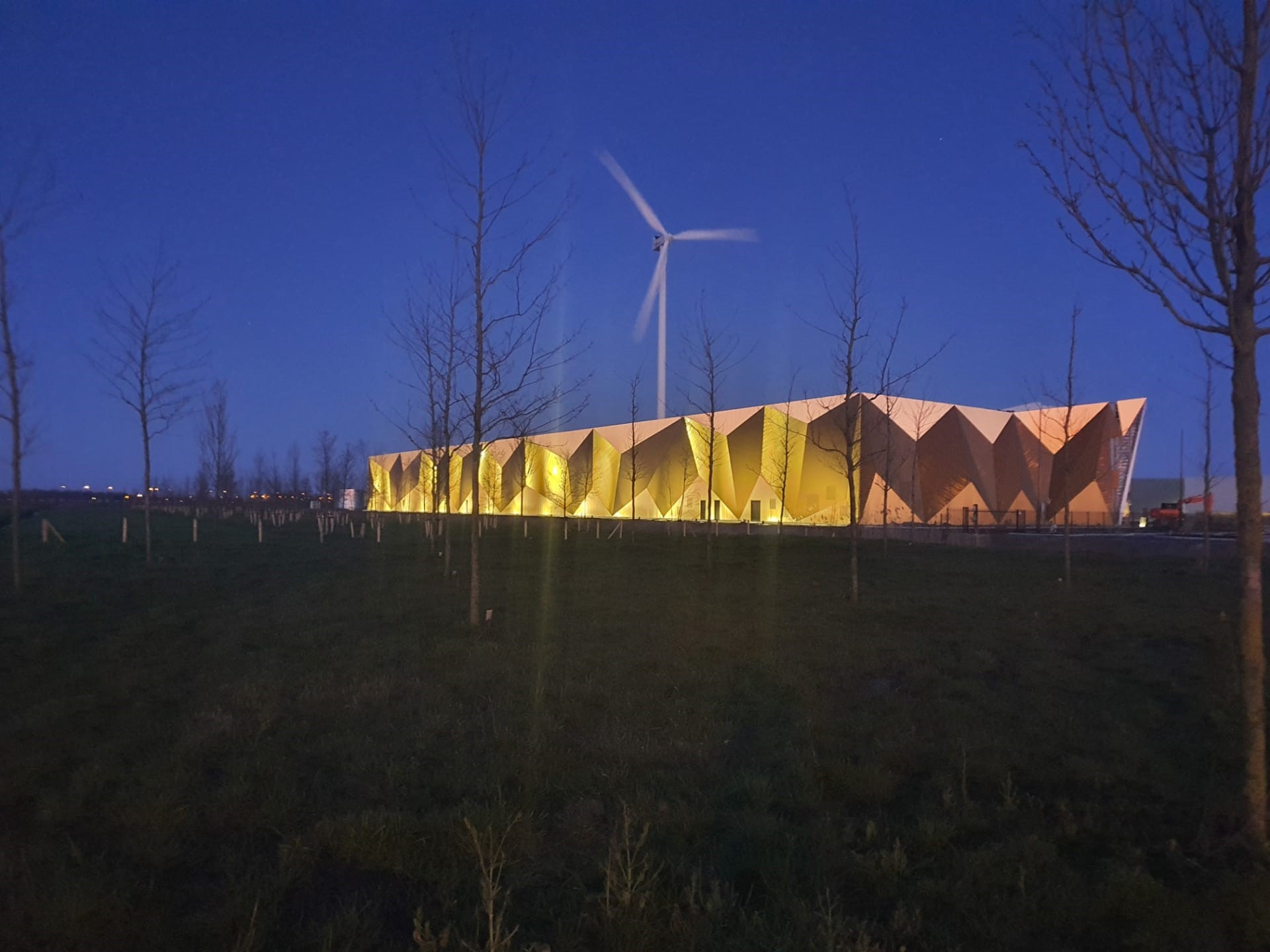
Het nieuwe pand in Houten

De Koninklijke Nederlandse Munt (KNM), sinds 2020 gevestigd te Houten (voorheen te Utrecht), is sinds 1567 de producent van het Nederlands muntgeld. Tot de invoering van de nieuwe Muntwet, was De Koninklijke Nederlandse Munt vanaf 1807 de enige instantie die Nederlands muntgeld mocht slaan en doen uitgeven. Op 17 september 1806 is, onder het bestuur van koning Lodewijk Napoleon, bij koninklijk decreet no. 18, besloten het slaan en doen uitgeven van Nederlandse munten landelijk te laten plaatsvinden, door deze activiteiten door één onderneming te laten uitvoeren. In november 2016 werd Groep Heylen de nieuwe eigenaar van het bedrijf. De Belgische holding werd op 25 januari 2024 verkocht aan het Duitse Heimerle + Meule, waardoor KNM vandaag deel uitmaakt van een grote edelmetaalgroep.

## Geschiedenis
Utrecht verkreeg het muntrecht in 936 van koning Otto I, waarna een munthuis werd gevestigd binnen de burcht Trecht. Vanaf het verkrijgen van het muntrecht werd eeuwenlang uitsluitend zilver gebruikt. Pas in de 14e eeuw kwamen er gouden munten. Na 1529 kwam het muntrecht in handen van keizer Karel V. In 1567 kwam er weer een munthuis in Utrecht dat gaandeweg diverse locaties kende, waaronder een werfkelder aan de Oudegracht bij het vroegere Ceciliaklooster. De naam Muntstraat herinnert nog aan een vroegere locatie van het munthuis. In 1911 verhuisde de Rijksmunt naar de Leidseweg 90, bij het Merwedekanaal, in Utrecht.
In de Middeleeuwen bezaten veel grote handelssteden hun eigen munthuis. Omdat deze verscheidenheid aan valuta binnen de Nederlanden tot administratieve rompslomp leidde, werd in 1806 besloten het uitgeven van muntgeld landelijk te concentreren. Aanvankelijk zou het Nederlandse Munthuis in Amsterdam worden gevestigd. Door het ontbreken van de benodigde financiële middelen is het nooit tot vestiging in Amsterdam gekomen. Het munthuis van Utrecht was destijds het best uitgeruste munthuis van de Nederlanden, en werd daarom aangewezen als vestigingsplaats van het Nederlandse munthuis.
's Rijks Munt
Na de totstandkoming van het Koninkrijk der Nederlanden, in 1814, werd het bedrijf omgedoopt in 's Rijks Munt. Pas in 1902 kwam het bedrijf onder direct toezicht van het ministerie van Financiën te staan, en in 1912 werd het bedrijf officieel een staatsbedrijf. Tot 1911 was het munthuis gevestigd aan de Oudegracht ter hoogte van de Neude. Rijksbouwmeester C.H. Peters ontwierp een nieuw gebouw aan de Leidseweg 90, dat in 1911 in gebruik werd genomen. Dit neorenaissance bouwwerk is een rijksmonument en is onder meer in de gevels voorzien van symbolieken met betrekking tot het geld. Het Merwedekanaal en de Leidse Rijn vormden logistiek als naastgelegen vaarwegen een belangrijke rol in de keuze voor deze nieuwe locatie.
Koninklijke Nederlandse Munt
Sinds 15 juni 1994 is het bedrijf verzelfstandigd met, tot 22 november 2016, de staat als enige aandeelhouder. Aanvankelijk heette het bedrijf de Nederlandse Munt NV. In 1999 verkreeg ze het koninklijk predicaat en heet sindsdien de Koninklijke Nederlandse Munt. Het legt het zich mede toe op de commerciële aspecten van de numismatiek en munthandel. De organisatie van de jaarlijkse Dag van de Munt maakt onderdeel uit van deze commerciëlere koers.
Tussen medio 2005 en begin 2007 is het oude pand van de Koninklijke Nederlandse Munt in Utrecht gerenoveerd en werd het mogelijk om het Geldmuseum en de muntproductie in één gebouw onder te brengen. Het interieur werd teruggebracht naar de stijl uit de periode van de bouw. Van Hoogevest Architecten ontwikkelde de plannen voor de renovatie. De inrichting van het nieuwe museum werd ontworpen door D/Dock Design & Development.

### Financiële problemen
Een slecht uitgevoerde mega-opdracht voor de Chileense Nationale bank bracht de KNM in 2015 aan de rand van de financiële afgrond en heeft geleid tot het aftreden van directeur / muntmeester Maarten Brouwer. Hij werd vervangen door interim-muntmeester Kees Bruinsma. KNM leed een nettoverlies voor belasting van ruim 14 miljoen euro. Door dit resultaat kreeg KNM een negatief eigen vermogen. De overheid converteerde een vordering van 17 miljoen euro op KNM grotendeels in aandelen en een kleine lening waardoor het eigen vermogen weer positief werd.
Op 22 november 2016 werd de Belgische investeringsmaatschappij Groep Heylen de nieuwe eigenaar van KNM. Heylen is een Belgische investeerder in diverse ondernemingen en vastgoed in Nederland en België. Met haar dochterbedrijf Mauquoy Token Company en Royal Blanking is Heylen actief op de markt van rondellen voor circulatie-, souvenirmunten en tokens. De totale opbrengst voor de overheid van deze verkoop is 3,6 miljoen euro. Bij de Munt werken nog ongeveer 90 mensen.
Per 1 april 2020 verhuisde de Koninklijke Nederlandse Munt naar Houten.

## Onderkomen
Sinds 1 april 2020 is de Koninklijke Nederlandse Munt gevestigd in een modern, goudkleuring gebouw te Houten, The Dutch Vault. De opvallende architectuur van de buitenzijde is geïnspireerd door de beeltenis van Koning Willem-Alexander op de Nederlandse euromunten, ontworpen door fotograaf Erwin Olaf. Het pand beschikt over vier keer zoveel productieruimte als het oude pand in Utrecht. Ook is er meer aandacht voor beveiliging en duurzaamheid. De Koninklijke Nederlandse Munt is het eerste munthuis dat volledig energieneutraal is, mede dankzij 1.700 zonnepanelen die meer energie leveren dan voor eigen gebruik nodig is.

## Uitgaven

### Herdenkingsmunten
Naast de reguliere euromunten (sinds 2002) kunnen landen ook herdenkingsmunten uitgeven. Deze hebben een afwijkende nominale waarde - bijvoorbeeld 5 of 10 euro - en zijn alleen wettig betaalmiddel in het land van uitgifte. Herdenkingsmunten worden vaak in speciale verzamelaarskwaliteiten geslagen, zoals uncirculated, brilliant uncirulated of proof. Het materiaal is dan vaak zilver of goud. De herdenkingsmunten hebben thema's die te maken hebben met cultuur, historie, wetenschap, koningshuis of actualiteiten van het betreffende land. De Koninklijke Nederlandse Munt ontwikkelt en produceert in opdracht van het ministerie van Financiën deze speciale herdenkingsmunten voor Nederland. Bijvoorbeeld op 12 april 2011 werd de herdenkingsmunt 'Nederland en de Schilderkunst' uitgebracht. 
Op 28 april 2005 was koningin Beatrix bij de Koninklijke Nederlandse Munt op bezoek om ter gelegenheid van haar zilveren jubileum als Koningin der Nederlanden een speciale zilveren herdenkingsmunt te slaan, de Jubileummunt Beatrix. Op 22 juni 2011 sloeg zij het Muntgebouw Vijfje ter ere van de opening van het muntgebouw, 100 jaar geleden, door koningin Wilhelmina.
Op 21 mei 2014 verrichtte koning Willem-Alexander bij de Koninklijke Nederlandse Munt de eerste slag van een 2 euro-herdenkingsmunt ter ere van zijn inhuldiging en op 22 januari 2014 activeerde hij er 8 muntpersen voor het slaan van de nieuwe serie euromunten met zijn portret er op.

### Buitenlandse munten
De Koninklijke Nederlandse Munt slaat niet alleen de Nederlandse euromunten. Het bedrijf slaat ook voor enkele andere landen munten, bijvoorbeeld voor Aruba, (incidenteel) Luxemburg, België (sinds 2018) en Malta. Vroeger sloeg men ook voor Nederlands-Indië en Suriname. Het bedrijf slaat ook nog steeds de Antilliaanse gulden, die nu nog slechts op Sint Maarten en Curaçao gebruikt wordt. Sinds december 2024 is er een akkoord tussen Finland en de Koninklijke Nederlandse Munt om onder de naam Helsinki Mint de Finse euromunten te slaan.

### Oplagecijfer
De Koninklijke Nederlandse Munt produceert tot 1,8 miljard munten per jaar. 
Productie van euromunten (afgerond in miljoenen stuks)
| Munt   | Aantal |
| ------ | ------ |
| 0,01   | 113,9  |
| 0,02   | 115,7  |
| 0,05   | 0,4    |
| 0,10   | 0,4    |
| 0,20   | 20,5   |
| 0,50   | 0,3    |
| 1,00   | 0,3    |
| 2,00   | 0,3    |
| 5,00   | 1,3    |
| 10,00  | 1,1    |
| totaal | 254,2  |

## Voormalig Geldmuseum
Sinds het midden van de 19e eeuw wordt bij de Munt een 'munt- en medaillekabinet' in stand gehouden. Van circa 1980 tot 2004 was in het gebouw van de Nederlandse Munt Het Nederlands Muntmuseum gevestigd.
In 2004 zijn Het Koninklijk Penningkabinet, Het Nederlands Muntmuseum en de numismatische sectie van De Nederlandsche Bank gefuseerd tot het Geldmuseum, wederom gevestigd in het gebouw van de Nederlandse Munt. Eind oktober 2013 sloot dit museum zijn deuren vanwege de stopzetting van de subsidie door het Rijk. De collectie is ondergebracht bij de Nationale Numismatische Collectie, die wordt beheerd door De Nederlandsche Bank.

## Voormalige postzegeldrukkerij
Op het binnenterrein van 's Rijks Munt aan de Neude was van 1851 tot 1866 een apart gebouw in gebruik als postzegeldrukkerij. Hier is de eerste emissie gedrukt. Maar ook in het verlengde hiervan, als een verbeterde uitvoering van de eerste emissie, is de tweede emissie hier gedrukt. In 1866 is de postzegeldrukkerij overgegaan naar Joh. Enschede en Zonen in Haarlem. Daar is het vervolg van de tweede emissie voortgezet. Men spreekt dan ook van Utrechtse druk en de Haarlemse druk.
Uit oude magazijnen van deze drukkerij werden in 1894 oude drukplaten van de eerste emissie opgeruimd. Joh. A. Moesman kreeg een versleten plaat IV van de 10 cent in handen en maakte daarmee in 1895 herdrukken.